# Nederlands kampioenschap zwemmen
Het Nederlands kampioenschap zwemmen is een jaarlijkse verenigingscompetitie voor wedstrijdzwemverenigingen uit Nederland, georganiseerd door de KNZB sinds 1982.

## Opzet
De competitie wordt verenigingsbreed gezwommen, wat betekent dat zwemmers van alle leeftijden, zowel dames als heren, deelnemen. Landelijk is de competitie opgedeeld in vier klassen: hoofdklasse, A-klasse, B-klasse en C-klasse. Daarnaast is er een aparte regioklasse. Er wordt gewerkt met een promotie-degradatiesysteem. De competitie bestaat uit vier rondes, gevolgd door een finaleronde in de hoofdklasse om de uiteindelijke winnaar te bepalen.

## Historie
De huidige opzet van de verenigingszwemcompetitie dateert van 1982. Voor die tijd waren er aparte competities voor meisjes/dames, jongens/heren en jeugd tot 12 jaar.
In de afgelopen 37 seizoenen was De Dolfijn met 14 kampioenschappen het meest succesvol. Ook DWK heeft met 8 titels een indrukwekkende erelijst. PSV volgt met zes kampioensschalen. De HPC-ploeg van succestrainer Wim Geurtsen domineerde de eerste vier seizoenen van de competitie in de jaren tachtig.
In 1993 ging de titel voor het eerst naar PSV, getraind door Ronald Postma, in een overgangsjaar tussen het bewind van Titus Mennen en Jacco Verhaeren. In het najaar van 2000 besloot PSV niet langer met een wedstrijdploeg aan de competitie deel te nemen. Enkele jaren later keerde de club terug en behaalde vijf opeenvolgende titels.

## Winnaars
- 1982 - HPC Heemstede
- 1983 - HPC
- 1984 - HPC
- 1985 - HPC
- 1986 - De Dolfijn Amsterdam
- 1987 - AZ&PC Amersfoort
- 1988 - De Dolfijn
- 1989 - De Dolfijn
- 1990 - De Dolfijn
- 1991 - De Dolfijn
- 1992 - De Dolfijn
- 1993 - PSV Eindhoven
- 1994 - DWK Barneveld
- 1995 - DWK
- 1996 - DWK
- 1997 - DWK
- 1998 - DWK
- 1999 - DWK
- 2000 - SG Dordrecht
- 2001 - DWK
- 2002 - MNC Dordrecht
- 2003 - LZ 1886 Leiden
- 2004 - LZ 1886
- 2005 - De Dolfijn
- 2006 - DWK-XCESS
- 2007 - De Dolfijn
- 2008 - De Dolfijn
- 2009 - De Dolfijn
- 2010 - De Dolfijn
- 2011 - De Dolfijn
- 2012 - De Dolfijn
- 2013 - De Dolfijn
- 2014 - PSV
- 2015 - PSV
- 2016 - PSV
- 2017 - PSV
- 2018 - PSV
- 2019 - De Dolfijn